# Taramelliceras
Taramelliceras – rodzaj głowonogów z wymarłej podgromady amonitów, z rzędu Ammonitida.
Żył na przełomie epok środkowej i późnej jury (kelowej – kimeryd).